# Ben Cristóvão
Ben da Silva Cristóvão, mer känd som Benny Cristo, född 8 juni 1987 i Plzeň i dåvarande Tjeckoslovakien, är en tjeckisk sångare, låtskrivare, idrottare och skådespelare med en tjeckisk mor och en angolansk far. Han skulle ha representerat Tjeckien i Eurovision Song Contest 2020 i Rotterdam med låten "Kemama". Dock så ställdes tävlingen in på grund av coronaviruspandemin 2019–2021, vilket gör att han istället kommer att medverka i 2021 års tävling.